# نیسان ان‌وی
نیسان ان‌وی (Nissan NV) خودرویی است که در سال‌های ۲۰۱۱ تا تولید شده‌است. طراحی آن خودروهای موتور جلو-محور عقب بوده ‌است. 